# Arsen Kwilecki
Arsen Kwilecki herbu Szreniawa (ur. 17 lipca 1805 w Kwilczu, zm. 25 sierpnia 1883 r. tamże) – powstaniec listopadowy, działacz narodowy, ziemianin.

## Życiorys
Był synem Klemensa, kasztelana przemęckiego, i Anieli z Kwileckich (z Dobrojewa). Już podczas nauki w Gimnazjum Marii Magdaleny w Poznaniu wziął udział w manifestacji narodowej, będącej protestem przeciw wyszydzaniu Napoleona. Wobec zaostrzenia sytuacji w gimnazjum ojciec przeniósł go do szkoły kadetów w Dreźnie. Po jej ukończeniu udał się do Włoch, gdzie w połowie grudnia 1830 r. doszła go wieść o wybuchu powstania. Natychmiast wrócił do kraju. W Warszawie zaciągnął się do szwadronu ochotników Księstwa Poznańskiego. Wziął udział w bitwie grochowskiej, oraz w bitwach pod Dębem Wielkim, Iganiami, Mińskiem i Kałuszynem. Wraz z oddziałem Poznańczyków uczestniczył w wyprawie na gwardie cesarskie. Po powrocie do Warszawy, awansowany na porucznika jazdy; został adiutantem w sztabie gen. Adama Węgierskiego, prezesa sądu wojennego. Po upadku powstania wrócił do Księstwa Poznańskiego; do służby narodowej wstąpił raz jeszcze na krótko w r. 1848. Z ramienia Komitetu Narodowego, jako podskarbi, stanął na czele Kasy Narodowej i na jego ręce wpływały wszelkiego rodzaju dary w pieniądzach i kruszcach (te ostatnie jego agent sprzedawał w Berlinie). Po kilku tygodniach działalności (28 III – 30 IV) Komitet został rozwiązany. W r. 1863 ograniczył się już tylko do pomocy finansowej powstaniu.
Jeszcze jako młodzieniec odziedziczył wszystkie majątki Kwileckich z Kwilcza: Kwilcz i kilka innych w pow. międzychodzkim oraz Gaj w pow. szamotulskim. Gospodarował dobrze (wystawił w Kwilczu cukrownię, jedną z pierwszych w Wielkopolsce). Uczestniczył w pracach Towarzystwa Pomocy Naukowej, a w 1883 roku współorganizował obchody rocznicy odsieczy wiedeńskiej, jednej z pierwszych rocznic obchodzonych uroczyście w zaborze pruskim (w kościele w Kwilczu ufundował okolicznościową tablicę). Arsen Kwilecki zmarł 25 sierpnia 1883 roku w Kwilczu, został pochowany na tamtejszym cmentarzu. Wobec braku potomstwa z małżeństwa (22 X 1833) z Pauliną Ponińską większość majątku przeszła na bratanka Mieczysława.